# Тыкоцин
Тыко́цин (пол. Tykocin [tɨˈkɔt͡ɕin]) — город в Польше, входит в Подляское воеводство, Белостокский повят. Имеет статус городско-сельской гмины. Занимает площадь 32 км². Население — 6677 человек (на 2005 год).

## История
В XIV—XV веках было основано поселение при переправе через Нарев на пути из Вильно в Польшу: в ВКЛ.
В 1425 году Тыкоцин получил Магдебургское право. К 1437 году относится первое упоминание о Тыкоцинском костёле.
В 1479 году Альбрехт Гаштольд основал в Тыкоцине монастырь бернардинцев.
В 1522 году в ходе борьбы Радзивиллов против Гаштольда радзивилловские войска сожгли Тыкоцинский замок. В 1560-х годах в Тыкоцине был сооружён новый каменный замок, где находился государственный арсенал Речи Посполитой.
В 1659 году король польский и великий князь литовский передал Тыкоцин как награду гетману Стефану Чарнецкому.
В XVIII веке польский род Браницких герба Гриф устроили здесь свою резиденцию. Гетманом Яном Клеменсом Броницким в Тыкоцине были построены костёл Пресвятой Троицы (1742—1748), больница (1750), монастырь миссионеров (1771), новый монастырь бернардинцев (после 1771 года), установлен памятник С. Чарнецкому.
С 1918 года в составе Польши.
С сентября 1939 года в составе Белостокской области Белорусской ССР. К началу Великой Отечественной войны в Тыкоцине дислоцировался 5-й береговой радиопункт Балтийского флота, занимающийся радиоперехватом немецких переговоров. С 4 часов утра до последней передачи в 14-40 23 июня (перед самым звхватом Тыкоцина немцами) моряки передали в штаб флота 18 разведсообщений. Из личного состава пункта к своим из окружения вышли 14 человек, 8 погибли или пропали без вести.
Во время гитлеровской оккупации все еврейское население Тыкоцина (около 2000 человек) было согнано в гетто, а 25—26 августа 1941 года до единого человека расстреляно немецкой айнзацкомандой в ближайшем лесу. Над захоронением жертв установлен памятник.
После войны вновь передан Польше.

## Фотографии

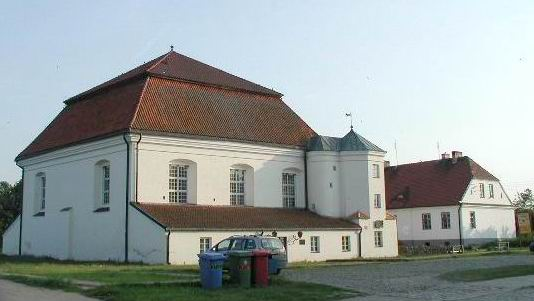
Большая синагога Тыкоцина
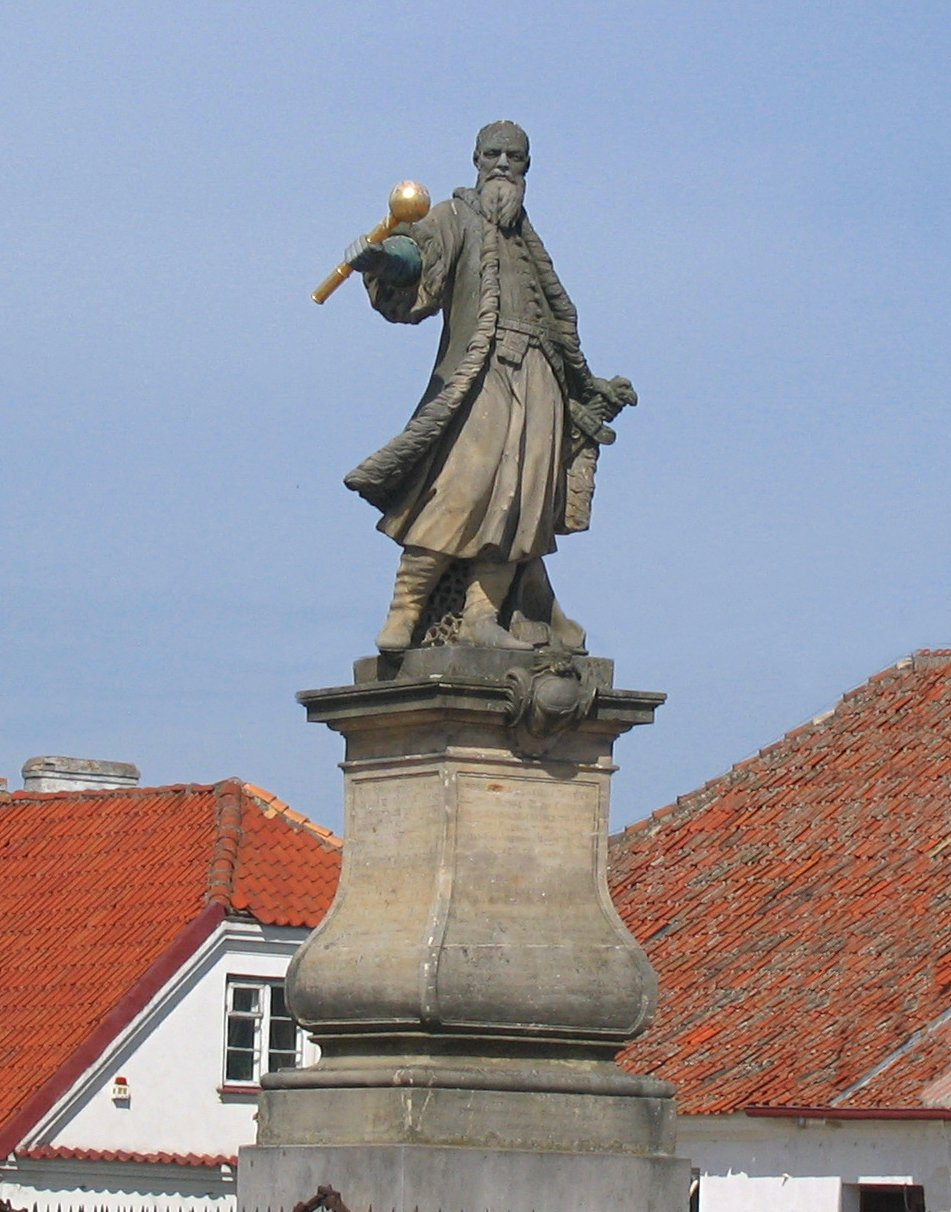
Памятник
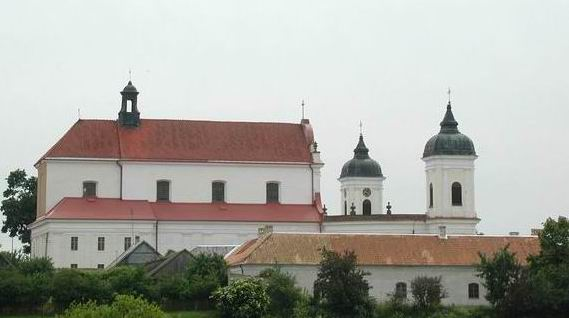
Костёл
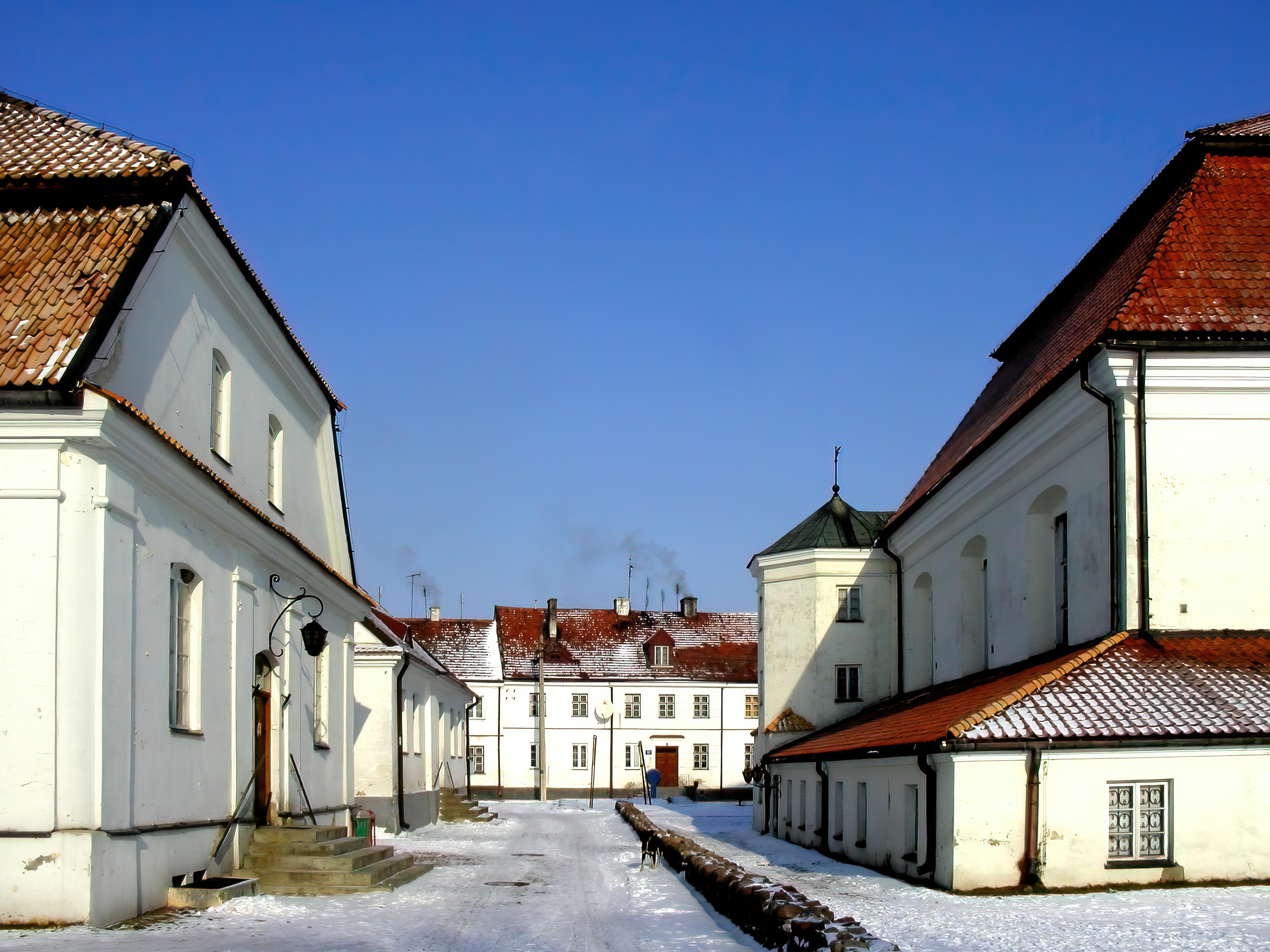
Рынок